# إرلينغ وولد
إرلينغ وولد (بالإنجليزية: Erling Wold)‏ هو ملحن أمريكي، ولد في 30 يناير 1958.

## روابط خارجية
- إرلينغ وولد على موقع IMDb (الإنجليزية)
- إرلينغ وولد على موقع أول ميوزيك (الإنجليزية)
- إرلينغ وولد على موقع ديسكوغز (الإنجليزية)
- إرلينغ وولد على موقع قاعدة بيانات الفيلم (الإنجليزية)